# Dan državnosti Republike Srbije (1990. – 2000.)
Dan državnosti Republike Srbije, nekadašnji praznik Socijalističke Republike Srbije i Republike Srbije kao federalne jedinice Savezne Republike Jugoslavije. Slavio se od 1990. do 2001. godine. Dan državnosti Republike Srbije je proglašen za praznik 23. ožujka 1990., a prvi put službeno obilježen 28. ožujka 1990. Zadnja proslava bila je 28. ožujka 2000. godine.
Praznikom se obilježavalo stjecanje kontrole republičkih vlasti Socijalističke Republike Srbije nad autonomnim pokrajinama (Vojvodinom i Kosovom) u svom sastavu.
Državni je praznik službeno ukinut Zakonom o državnim i drugim praznicima u Republici Srbiji donesenim 10. srpnja 2001. u Narodnoj skupštini Republike Srbije. (”Službeni glasnik RS”, br. 43/01.)
Borisav Jović, tada potpredsjednik Skupštine SR Srbije, je povodom donošenja ustavnih amandmana 28. ožujka 1989. izjavio:
| »             | Proglašavanjem ustavnih amandmana vratili smo našoj republici državni i ustavni suverenitet. Srbija je od sada jedinstvena socijalistička Republika sa dve autonomne pokrajne. Istovremeno, Skupština SR Srbije stekla je pravo da odlučuje o svom Ustavu i njegovim promenama. Time je naša republika postala ravnopravna sa drugim socijalističkim republikama u jugoslovenskoj federaciji. Zato je ovaj dan ne samo svečan i radostan već i krupan i znamenit datum naše ustavne i političke istorije, datum koji obeležava završetak duge i teške političke borbe za ravnopravnost | « |
| Borisav Jović | |   |